# Wólka Proszewska
Wólka Proszewska – wieś w Polsce położona w województwie mazowieckim, w powiecie siedleckim, w gminie Mokobody. Ma status sołectwa. Leży nad rzeką Liwiec.
Wierni Kościoła rzymskokatolickiego należą do parafii Matki Bożej Królowej Korony Polskiej w Kopciach.
We wsi działa założona w 1964 roku jednostka ochotniczej straży pożarnej. 
W latach 1975–1998 miejscowość administracyjnie należała do województwa siedleckiego.